# John Quade
John Quade (eigentlich John William Saunders III; * 1. April 1938 in Kansas City, Kansas; † 9. August 2009 in Rosamond, Kalifornien) war ein US-amerikanischer Schauspieler.

## Leben
Quade betrieb während seiner Highschool-Zeit bis 1956 verschiedene Sportarten. Nach dem Besuch der Washburn University arbeitete er zunächst als Ingenieur für Atchison, Topeka and Santa Fe Railway sowie bei Raumfahrtprogrammen. 1972 wurde Quade für den Film entdeckt und wurde, ohne eine Schauspielschule besucht zu haben, von da an in über 100 Rollen besetzt, meist als bösartiger Gegner der Helden. Unter den bekanntesten war die des Motorrad-Gangführers Cholla in zwei Clint-Eastwood-Filmen, mit dem er oft zusammenarbeitete. Auch im Fernsehen war er neben Gastauftritten in Serien (Bonanza, Baywatch, Ein Colt für alle Fälle) in Rollen wie in Roots, Flatbush und Lucky Luke zu sehen.
Als christlicher Aktivist war er Kritiker der US-amerikanischen Regierung, die sich von den Intentionen der Gründungsväter entfernt hätte. Quade hatte sechs Kinder.

## Filmografie (Auswahl)
- 1972: In schlechter Gesellschaft (Bad Company)
- 1973: Der Clou
- 1973: Ein Fremder ohne Namen (High Plains Drifter)
- 1973: Papillon
- 1975: Was nützt dem toten Hund ein Beefsteak? (Mr. Ricco)
- 1976: Der Texaner (The Outlaw Josey Wales)
- 1976: Der Letzte der harten Männer (The Last Hard Men)
- 1977: Roots (Fernseh-Miniserie)
- 1978: Der Mann aus San Fernando (Every Which Way But Loose)
- 1980: Mit Vollgas nach San Fernando (Any Which Way You Can)
- 1982: Knight Rider (S1/Pilotfolge)
- 1987: La Bamba
- 1987: Highwayman (The Highwayman) (Fernsehfilm)
- 1988: Der gnadenlose Jäger (The Tracker)
- 1991: Lucky Luke